# Charles IV du Maine
Pour les articles homonymes, voir Charles d'Anjou.
 (août 2010).
Charles IV du Maine, né le 14 octobre 1414 à Montils-lès-Tours, mort le 10 avril 1472 à Neuvy-le-Roi, comte du Maine de 1434 à 1472 sous le nom de Charles IV, comte de Guise de 1444 à 1472, fils de Louis II d'Anjou et de Yolande d'Aragon (fille de Jean Ier et Yolande de Bar), était un prince du sang français (arrière-petit-fils du roi de France Jean II) qui fut notamment le favori de son beau-frère Charles VII de 1433 à 1445. Sa fratrie comptait Louis III d'Anjou, le bon roi René, Yolande (de Bretagne), et la reine de France Marie d'Anjou, femme de Charles VII et mère de Louis XI.

## Biographie

### Du prince au favori
Élevé à Angers avec ses sœurs et sa mère jusqu'en 1419, il part pour la Provence à cette date, orphelin de père depuis 1417, pour y devenir représentant du comte (son frère aîné Louis III, occupé à Naples) : il ne quitte la Provence qu'en 1430 pour entrer au conseil du roi.
Politiquement proche de sa mère Yolande d'Aragon, Charles d'Anjou participe en 1433 au complot entraînant la chute de Georges de la Trémoille, le tout-puissant favori de Charles VII.
Il entre ensuite au conseil du roi son beau-frère, et y joue un rôle de premier plan durant de nombreuses années, devenant de fait le nouveau favori royal. Avec sa mère et son frère le roi René, il peuple le gouvernement de conseillers angevins ou proches de ce clan. Parmi les personnalités qui l'entourent, on retrouve Prigent de Coëtivy, Jean de Bueil, le puissant connétable de Richemont et le jeune écuyer angevin Pierre de Brézé, ainsi que certains anciens proches de La Trémoille, tels que Dunois ou le chancelier Renault de Chartres.
À partir de 1437, il participe aux campagnes de Charles VII contre les Anglais, dont il est parfois le maître d'œuvre : prise de Montereau (1437), prise de Pontoise (1441), campagne de Normandie (1449-1450) et campagne de Guyenne (1453).
En 1440, le roi le nomme gouverneur du Languedoc. La même année, Charles IV du Maine doit faire face à la Praguerie. Les principaux meneurs de cette révolte nobiliaire, les ducs d'Alençon et de Bourbon, exigent en effet son renvoi ainsi que celui du connétable de Richemont. Mais le pouvoir royal tient bon et les rebelles sont obligés de se soumettre.
Vers 1442-1443, le comte du Maine commence à subir la concurrence de nouveaux conseillers, comme Brézé ou le financier Jacques Cœur. Grâce à ses victoires, Dunois est en mesure de contester sa position de « principal ministre ». La mort de Yolande d'Aragon en 1442 a en effet fragilisé sa position.

### Une disgrâce temporaire
Charles du Maine perd finalement sa prédominance au Conseil en 1445 au profit de Pierre de Brézé et subit avec son frère René la disgrâce royale. La favorite Agnès Sorel, proche de Brézé, n'est sans doute pas étrangère à sa chute. En 1446, il intrigue avec le dauphin Louis pour faire renvoyer Brézé, ce qui ne fait qu'augmenter le ressentiment du roi contre son fils.
Toutefois, il retrouve vers 1455 une place au Conseil, qu'il domine jusqu'à la mort de Charles VII en compagnie de Brézé et de Dunois.

### SousLouisXI: de la fidélité à la trahison

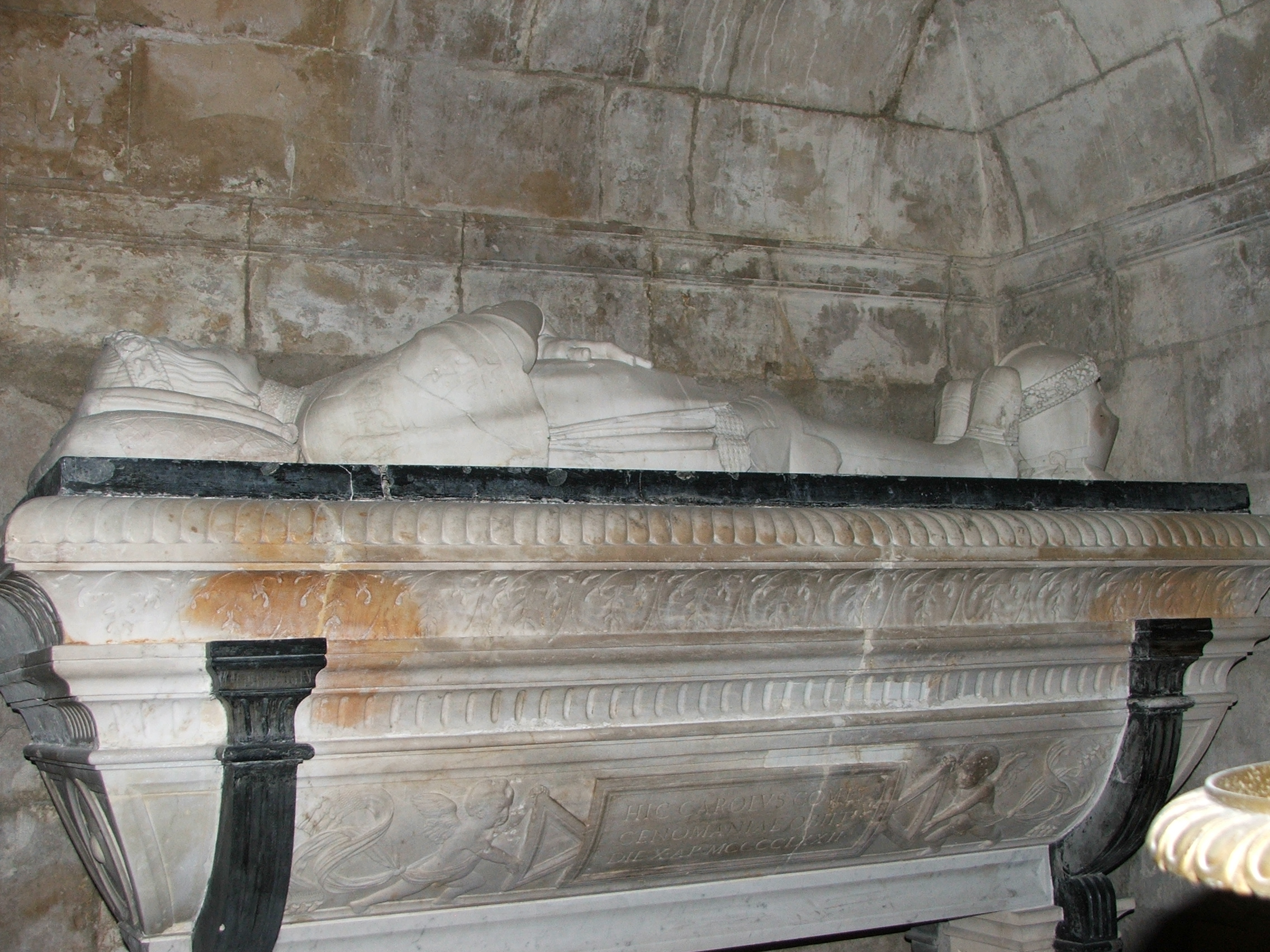
Tombeau de Charles IV d'Anjou, comte du Maine, dans la cathédrale du Mans. Gisant attribué à Francesco Laurana.

Après la mort de Charles VII, Charles du Maine commence par épauler son neveu Louis XI. Il paraît s'attacher à ce monarque, qui le charge de régler ses différends avec le duc de Bretagne, mais sa négociation n'aboutit qu'à envenimer la haine des deux partis.
Il tient une conduite encore plus équivoque pendant la Ligue du Bien public, soit en Normandie, où il néglige de contenir les Bretons du duc François II. Lié par le sang ou l'amitié à plusieurs princes composant la ligue, circonvenu par leurs émissaires, il combat mollement. Il participe à la bataille de Montlhéry le 16 juillet 1465, où il abandonne le roi et prend la fuite. Néanmoins, Charles, dont la lâcheté ou la perfidie parait devoir être punie du dernier supplice, n'est même pas inquiété dans un premier temps. En septembre, Louis XI, bien que n'étant pas dupe de sa duplicité, lui confie même la direction des premières négociations menées avec les princes rebelles, en marge du siège de Paris.
En 1466, le comte du Maine subit la disgrâce de son neveu Louis XI, après que son neveu le duc de Calabre l'a trahi en remettant au roi son sceau, qui prouve sa trahison à Montlhéry. Soucieux de ménager le roi René, frère aîné de Charles du Maine, Louis XI se contente de lui retirer son gouvernement du Languedoc et lui permet de se retirer sur ses terres, à condition de ne plus faire parler de lui.
Le comte du Maine obéit et meurt oublié en 1472.

### Descendance

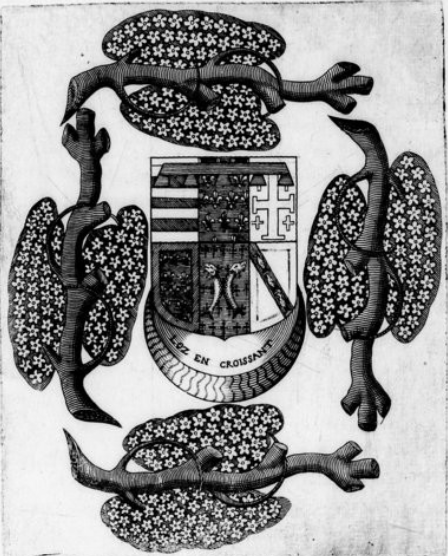
Armoiries de Charles IV du Maine (Statuts de l'Ordre du Croissant)

Charles du Maine épouse en premières noces Cambelle ou Covella Ruffo († 1442), fille de Carlo Ruffo, 5e comte de Montalto, et de Ceccarella Sanseverino. La sœur de Cambella, Polissena, épousa d'ailleurs Francesco Sforza en 1418. Ils ont un fils, Jean Louis Marin (n.1433), mort jeune,.
Veuf de sa première épouse, il songeait à récupérer la terre de Guise qui appartenait à son père puis à son frère, avant que Jean de Luxembourg se la fasse attribuer et en fasse la conquête en 1425. Il commence par réclamer Guise à Charles VII, qui l'a confisquée à Louis de Luxembourg-Saint-Pol, le neveu de Jean de Luxembourg, et épouse en 1443 Isabelle de Luxembourg-Saint-Pol, la sœur de Louis. Finalement, le roi lui donne Guise en 1444. De ce second mariage, Charles a deux enfants:
- une fille, Louise (1445 † 1477), qui épouse Jacques d'Armagnac, duc de Nemours : d'où la suite des ducs de Nemours, comtes de Guise et de Pardiac, barons de Nogent et de Sablé, jusqu'en 1504
- et un fils Charles (V), comte du Maine puis duc d'Anjou et comte de Provence (1446 † 1481) : Sans postérité, il lègue ses biens à son cousin germain Louis XI (1423-1483), dont la mère était Marie d'Anjou (1404-1463), sœur de Charles IV du Maine.

Charles laisse en outre plusieurs enfants naturels :
- Louis d'Anjou-Mézières, bâtard du Maine (+ 1489) (son père, notre Charles IV du Maine, avait acquis Mézières-en-Brenne en 1445 par échange avec Jean VII comte d'Harcourt). Postérité de son mariage en 1464 avec Louise/Anne de La Trémoïlle :
  - René d'Anjou-Mézières[5], baron de Mézières (1483-1521), x (av. 1506) Antoinette de Chabannes-Dammartin, dame de St-Fargeau (née v. 1489/1492 plutôt qu'en 1498-† 1519 plutôt qu'en 1527/1529)[4], fille de Jean de Chabannes (v. 1462-1503)[6], comte de Dammartin, sire de Courtenay et d'autres fiefs aux confins du Gâtinais et de la Puisaye : St-Maurice, Champignelles, Chantecoq, Piffonds, Toucy..., et de Suzanne de Bourbon[7],[8], comtesse de Roussillon et de Ligny, dame de Montpensier en Loudunois (née en 1466 ou 1473-† 1531 ; mariée v. 1488/1490 à Jean de Chabannes, puis remariée en 1510/1518 à Charles de Boulainvilliers, le père de Philippe III ci-dessous ; fille de l'amiral Louis de Bourbon-Roussillon (v. 1450-1487) et de Jeanne de Valois (v. 1447/1456-1515 ou 1519 ; légitimée et mariée en 1465/1466 ; dame de Mirebeau, fille naturelle de Louis XI) ; Louis XI était par sa mère Marie d'Anjou le neveu maternel de notre Charles IV du Maine), et petite-fille d'Antoine de Chabannes :
    - d'où la suite : - des comtes de Dammartin en 1516 (plus les terres gâtinaises ou poyaudines de Courtenay, St-Maurice, Champignelles, Chantecoq, Piffonds), par leur fille Françoise d'Anjou-Mézières (née v. 1505/1510-† ap. 1547 ; à l'occasion de son mariage en octobre 1516, elle reçoit les fiefs qu'on vient de citer, dont le comté de Dammartin, de sa tante Avoye de Chabannes, la sœur d'Antoinette), qui épouse encore enfant, en octobre 1516, Philippe III de Boulainvilliers, sgr. de Verneuil sur Oise († 1536 à Péronne ; fils de Charles de Boulainvilliers ci-dessus et de sa 1re femme Catherine Havart vicomtesse de Dreux) (cf. l'article Henri et[9] ; leur fils Philippe IV cédera son comté de Dammartin au connétable Anne de Montmorency en 1554, et Verneuil à Jacques de Savoie-Nemours en 1575) ; - et des sires de Rambures[10] par le remariage en 1538 de Françoise d'Anjou avec Jean III de Rambures (~1500 - après 1558) : leur fils Jean IV de Rambures (1543-1591), époux de Claude de Bourbon-Vendôme-Ligny, est le père de Charles de Rambures (1572-1633), qui marie en 1620 sa cousine Renée de Boulainvilliers de Courtenay, arrière-petite-fille de Philippe III de Boulainvilliers et Françoise d'Anjou (car fille d'Antoine de Boulainvilliers, fils de Philippe IV) ;
    - Louis d'Anjou, abbé de Pontlevoy et de Nesle-la-Reposte ;
    - Nicolas d'Anjou-Mézières (1518-après 1568), baron puis marquis de Mézières, comte de St-Fargeau, comte pour moitié de Roussillon, gouverneur d'Angoulême, x 1541 Gabrielle de Villebois-Mareuil de Vibrac, † 1593
      - Renée d'Anjou (1550-† avant 1586 ou 1597 ?), mariée en 1566 à François de Bourbon (1542-1592), duc de Montpensier, dauphin d'Auvergne, prince de La Roche-sur-Yon et des Dombes, sire de Beaujeu et vicomte de Brosse : Postérité, suite des ducs de Bourbon-Montpensier jusqu'à la Grande Mademoiselle ;

    - Renée Aimée/Edmée d'Anjou-, x 1523 1° Hector de Bourbon, vicomte de Lavedan († 1525 à Pavie, sans postérité), puis 2° Gabriel Baraton de Montgauger (Postérité ?) ;
    - Antoinette d'Anjou, x 1526/1529 Jean de Bourbon-Lavedan, frère d'Hector ci-dessus : Postérité ;
- Jean (+ av. 1498), épouse Françoise de Blanchefort, fille de Jean de Blanchefort, maire de Bordeaux ;
- Marie (vivante en 1470).